# Giunta governativa provvisoria
La Giunta governativa provvisoria (in spagnolo: Junta Provisional Gubernativa) è stato un consiglio di otto persone, presieduto da Francisco del Rosario Sánchez. La Giunta provvisoria fu costituita dopo la proclamazione della Repubblica Dominicana il 27 febbraio 1844, e la sua funzione era quella di istituire la Giunta governativa centrale (Junta Central Gubernativa).

## Storia
Nel 1839, Juan Pablo Duarte aveva fondato La Trinitaria per l'espulsione dei governanti haitiani e la fondazione di una Repubblica Dominicana indipendente, per questa attività era stato arrestato e costretto all'esilio. In sua assenza Francisco del Rosario Sánchez aveva assunto la guida del movimento separatista. Dopo due giorni di sollevazione popolare, senza spargimento di sangue, l'ultima fase decisiva fu raggiunta la notte del 27 febbraio 1844 al Baluarte del Conde, portando gli haitiani alla capitolazione. Francisco Sánchez venne nominato presidente della giunta provvisoria in quanto leader dei Trinitari. La giunta era composto da Francisco del Rosario Sánchez (presidente), José Joaquin Puello, Remigio del Castillo, Thomas Bobadilla, Manuel Jimenez e Ramón Matías Mella il giorno successivo entrarono anche Wenceslao de la Concha, Mariano Echevarria e Pedro de Castro y Castro. L'operato della giunta non fu facile a causa dei contrasti tra i "Trinitari" da una parte e i conservatori dall'altra, comunque si arrivò rapidamente alla costituzione della Giunta governativa centrale.

## Insediamento della Giunta governativa centrale
Il 1 marzo 1844 con l'insediamento della Giunta governativa centrale terminò l'esistenza della Giunta governativa provvisoria. Il nuovo organismo, che visse una vita travagliata, risultò composto inizialmente da undici persone, in base alle disposizioni legali: Tomás Bobadilla (Presidente), Manuel Jimenez (Vice Presidente), Silvano Pujols (Segretario) e Manuel María Valverde, Francisco Javier Abreu, Felix Mercenary, Carlos Moreno, Mariano Echevarria, Francisco Sanchez, Jose Maria Caminero, e Ramón Matias Mella.